# تشو سيو كي
تشو سيو كي (بالصينية: 朱兆基) (مواليد 11 يناير 1980 في هونغ كونغ) لاعب كرة قدم هونغ كونغي دولي يجيد اللعب في خط الوسط. يلعب حاليا لصالح نادي كيتشي الهونغ كونغي منذ سنة 2010.

## روابط خارجية
- تشو سيو كي على موقع قاعدة بيانات كرة القدم.إي يو (الإنجليزية)
- تشو سيو كي على موقع ناشيونال فوتبول تيمز (الإنجليزية)
- تشو سيو كي على موقع Soccerway.com (الإنجليزية)